# Kvarteret Lammet

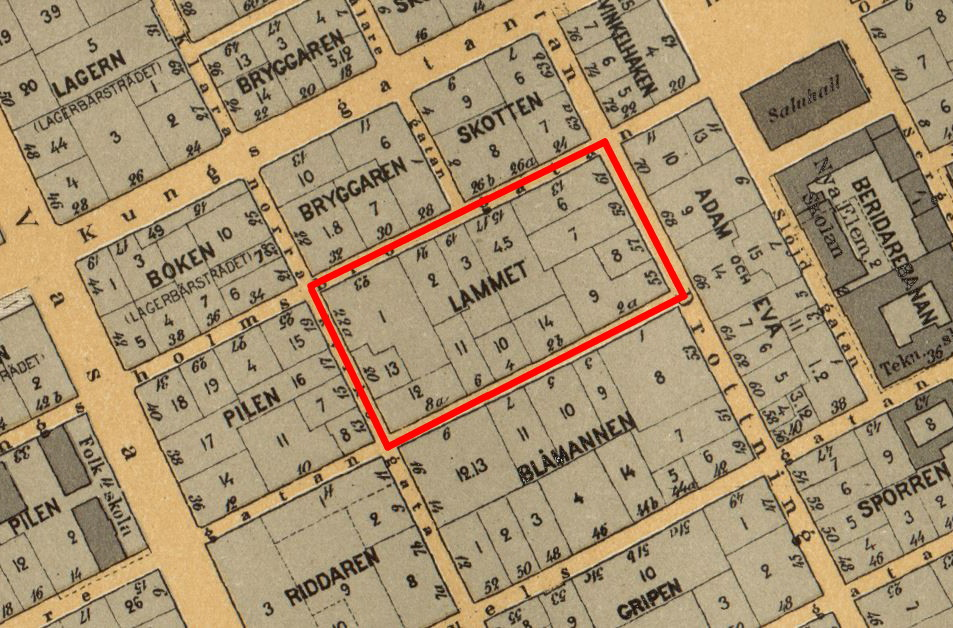
Kvarteret Lammet, del av Alfred Bentzers karta från 1899.

Kvarteret Lammet är ett mycket centralt beläget kvarter på Norrmalm i Stockholms innerstad. Lammet, eller Lambet som det skrevs förr, hör till Stockholms äldsta kvarter och omnämns redan i handlingar från 1649. Kring sekelskiftet 1900 bestod kvarteret av 14 små fastigheter. Genom sammanslagningar och nya fastighetsbildningar på 1980-talet består Lammet numera av sex fastigheter: Lammet 7, 8, 9, 16, 17 och 18. Kvarterets byggnader skulle på 1960-talet ersättas av ett enda stort parkeringshus, men bebyggelsen räddades och upprustades i början av 1980-talet.

## Kvarterets tillkomst

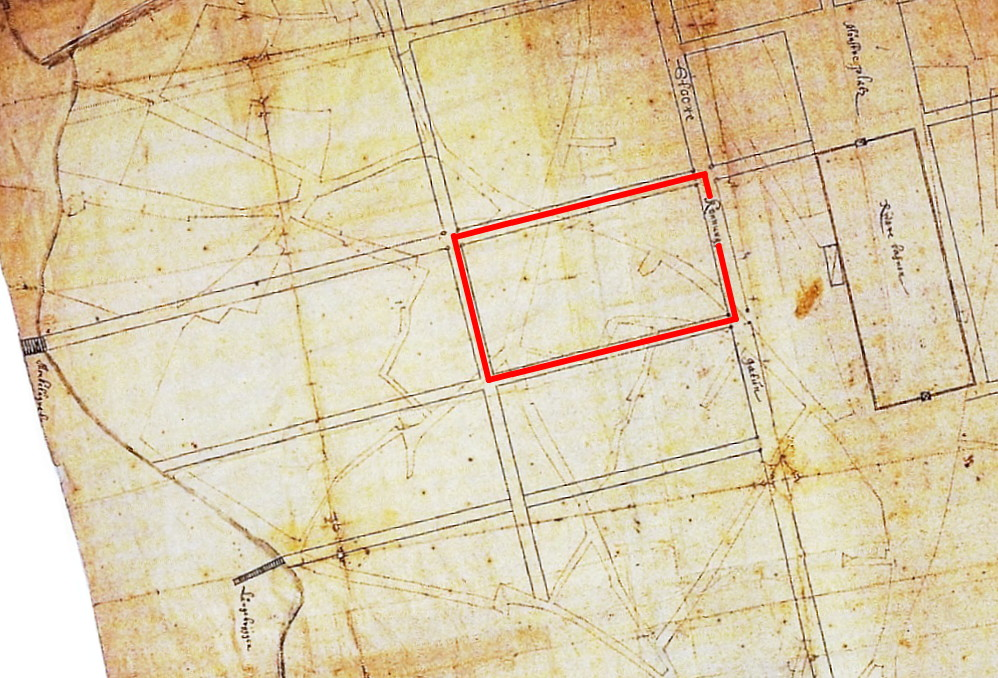
Stockholms första gatureglering på "Norra Förstaden" lagd över det medeltida vägnätet. Blivande kvarteret Lammet inom röd ram, Hötorget i övre högre hörn, 1637.

Det då namnlösa kvarteret framgår redan 1637 med sina nuvarande proportioner och mått på den första rutnätsplan som utgör Stockholms äldsta gatureglering över Norrmalm. Kvarteret låg intill skärningspunkten av två viktiga huvudleder på Norra Förstaden: Stoore Konnungz gatun (dagens Drottninggatan) norrut med anslutning till landsvägen mot Uppsala och Muncke Lägrettz gatun (dagens Gamla Brogatan) västerut och anslutning via en bro till Monkelägret (dagens Kungsholmen). På utsättningskartan från 1637 framgår även Mönstre platz (dagens Hötorget) och Rijade bahnan (dagens kvarteret Beridarebanan).
Kartan användes troligen på platsen och i samband med de faktiska utsättnings- och mätningsarbeten som skedde huvudsakligen under åren 1636 till 1637. Arkeologen Hans Hansson ansåg att kartan upprättades av stadsingenjören Anders Torstensson och att de inringade skärningspunkterna i kvartershörnen anger mätpunkter där utsättningsspiror skulle resas.
I söder begränsas Lammet av kvarteret Blåmannen och dagens Bryggargatan samt i väster av Klara norra kyrkogata. Båda framgår (dock ännu utan namn) på regleringskartan från 1637. Rakt genom kvarteret i nord-sydlig riktning går Korgmakargränd som skapades först på 1980-talet. På Petrus Tillaeus karta från 1733 upptas kvarteret under nr 45 (Lambet). Söder om Lammet  ligger kvarteret Blåmannen. Även det har fortfarande samma mått som vid utstakningen 1637.

## Historik
När kvarteret fick sitt namn på 1600-talets mitt hade det en småborgerlig atmosfär men blev i mitten av 1800-talet ett eftersökt bostadsområde för Stockholms välbeställda borgarklass. Någon bebyggelse från 1600-talet finns inte kvar i kvarteret. Även hus från före 1750 är sällsynta eftersom Lammet drabbades hårt av Klarabranden 1751. 
Idag är det bara delar av bebyggelsen på Lammet 1 (Gamla Brogatan 23) som är något äldre än branden (uppförda 1750-1751). Annars överväger byggnader från 1700-talets andra hälft och 1800-talet som illustrerar idag hur Norrmalms stenstad såg ut innan industrialismens genombrott. Några större hyreshus uppfördes delvis på gamla trädgårdstomter kring 1800-talets mitt och ytterligare bostadshus, fabriker och verkstäder tillkom på 1800-talets slut i takt med att storstaden expanderade. På 1950-talet var kvarterets byggnader rätt nergångna och ägdes av Stockholms stad. När Stadsmiljögruppen inventerade området 1971 och 1972 fann man ett brett urval av småbutiker, hantverkare, prisbilliga hotell och näringsställen, småkontor, ateljéer och bostäder.
Ett hus från 1900-talets början sticker ut särskilt: Drottninggatan 57, det så kallade Butterick's-huset (fastigheten Lammet 8) som uppfördes mellan 1907 och 1910 efter ritningar av Dorph & Höög. Byggnaden gestaltades i elegant fransk-belgisk Art Nouveau med mycket glas i fasaden som var något helt nytt i Stockholm.

Historiska bilder
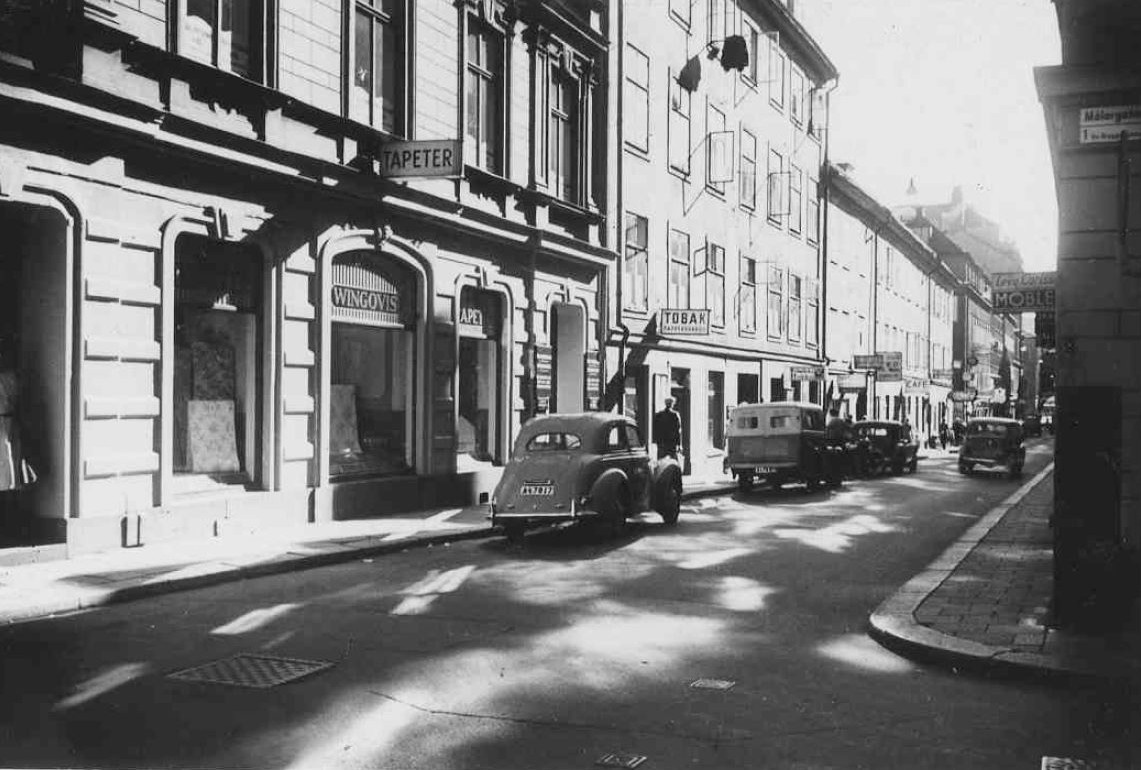
Gamla Brogatan 15–23 västerut, 1950.
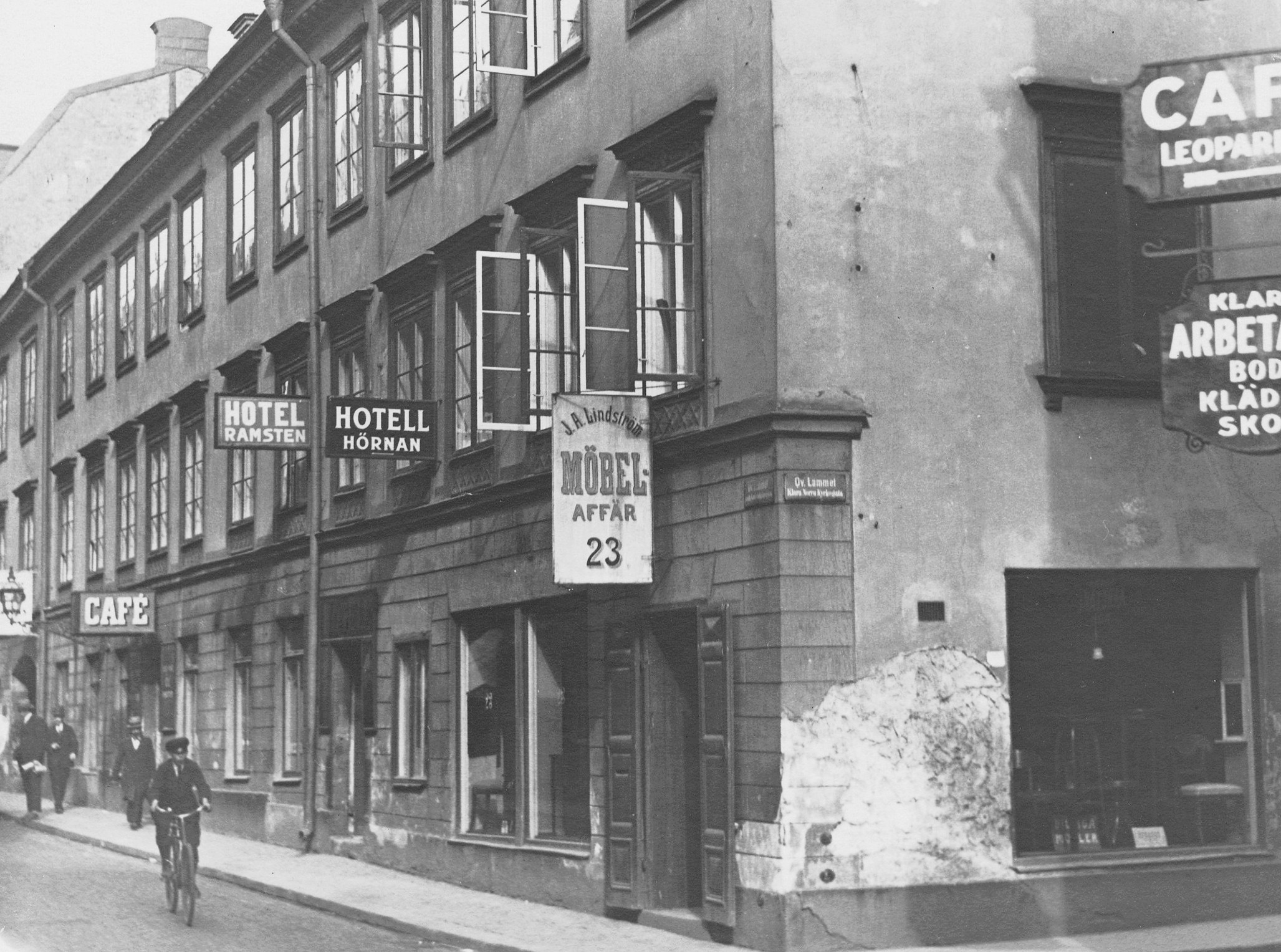
Gamla Brogatan 23 österut, 1900.
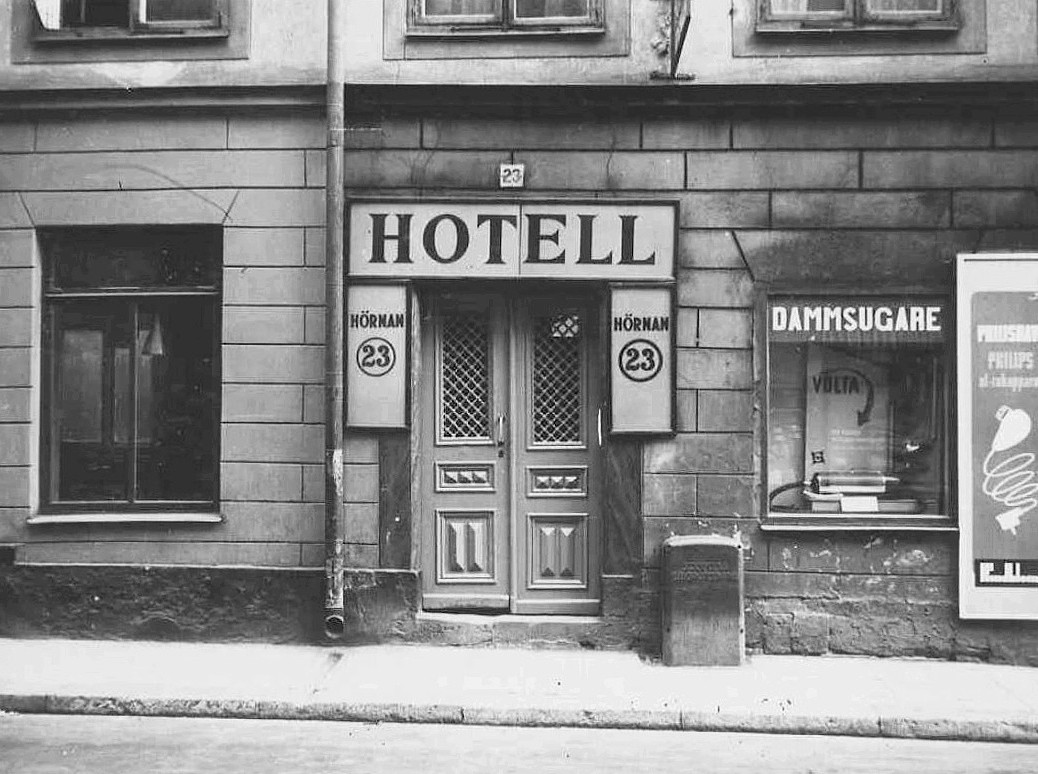
"Hotell Hörnan 23", Gamla Brogatan 23, 1951.
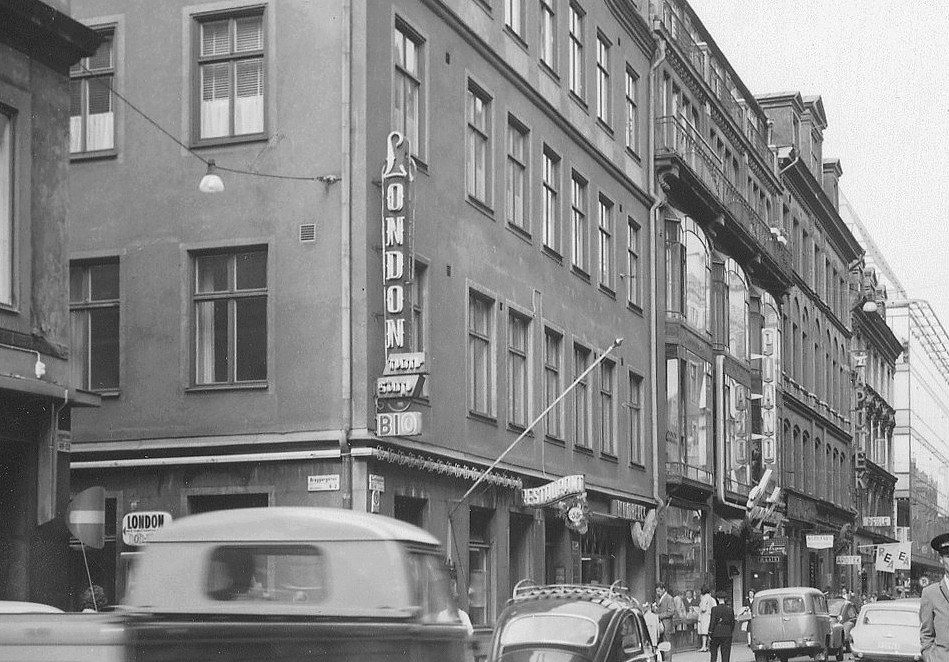
Hörnet Drottninggatan 55 / Bryggargatan 2, 1964.
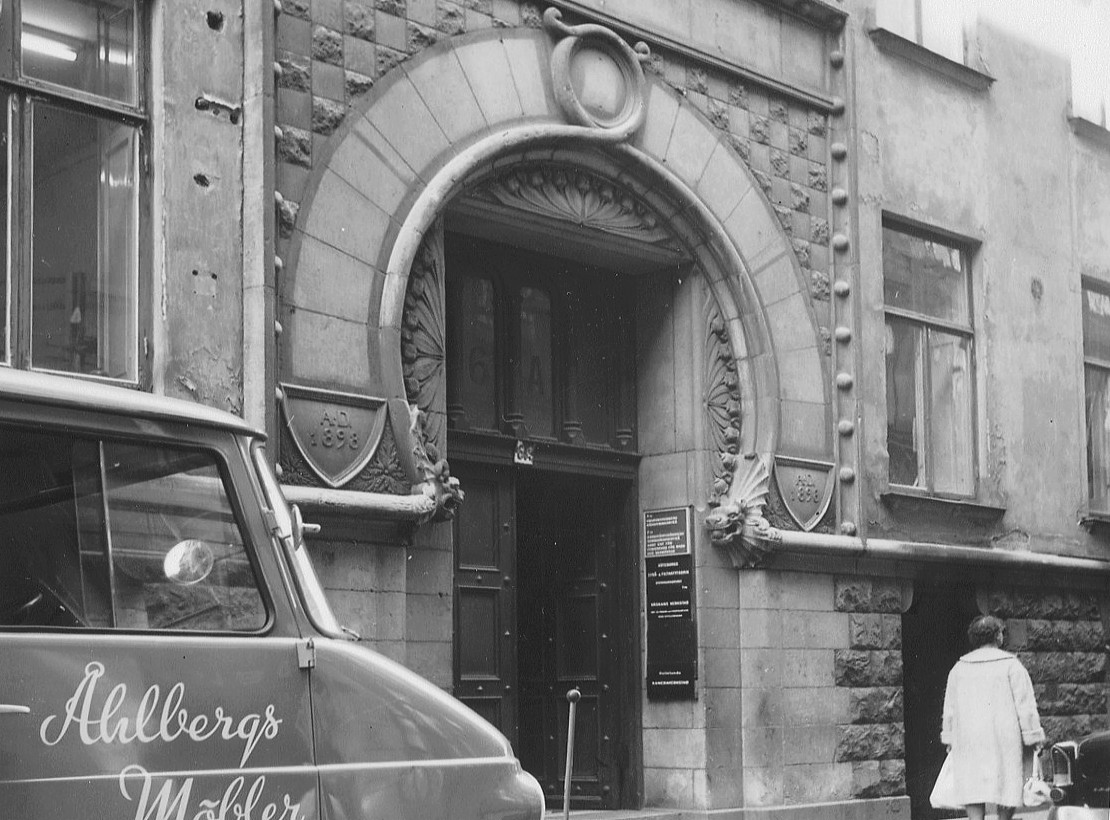
Bryggargatan 6, 1964.

## Rivningshot

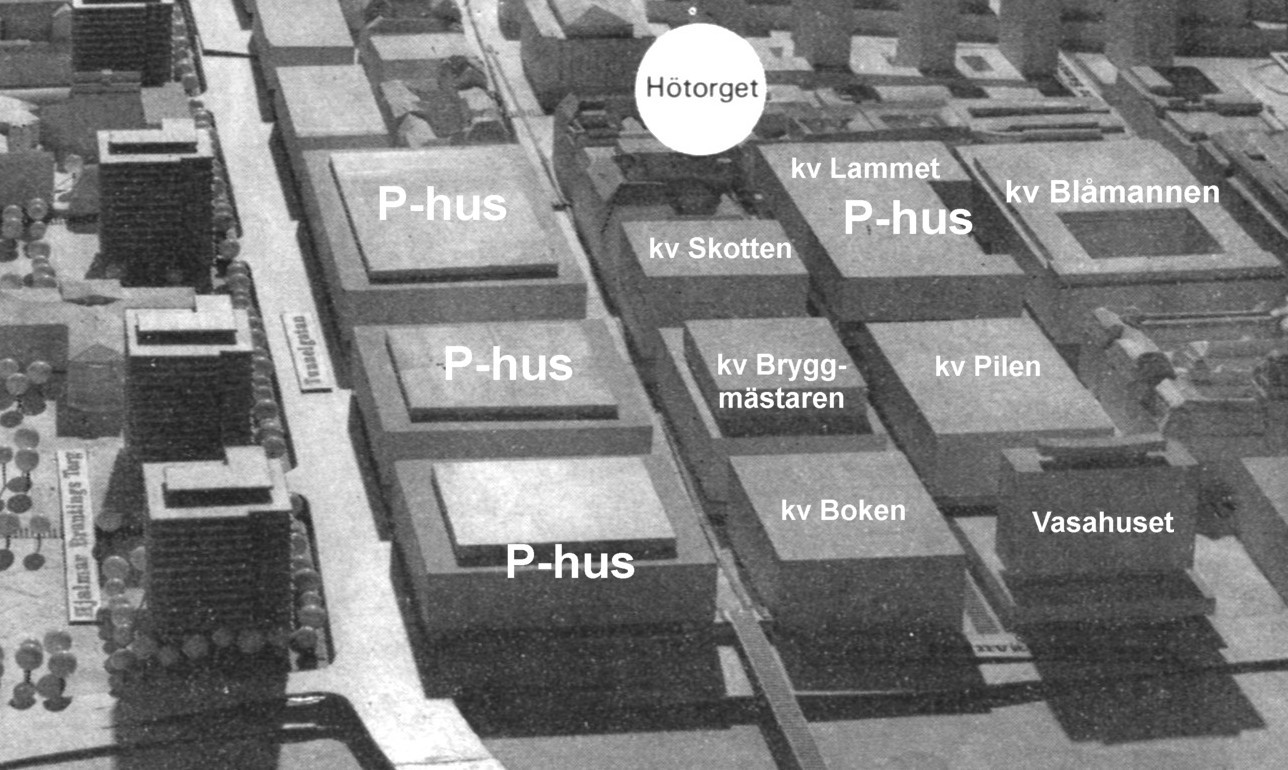
Kvarteret Lammet med planerade p-hus i nordvästra city enligt City 67.

I samband med Norrmalmsregleringen och översiktsplanen City 67 planerades rivning av kvarteret Lammet. Bebyggelsen i de små kvarteren som i flera fall stått som rivningshus ända sedan 1900-talets början, skulle ersättas av ett stort parkeringshus med en bred nerfartsramp till ett underjordiskt far i Bryggargatan. 1967 hade Stadsmuseet i samråd med Riksantikvarieämbetet begärt att Butterick's-huset (Lammet 8) skulle skyddas från rivning genom att förklara det som byggnadsminne och att redovisa grannhusen mot norr som "byggnader av stort kulturhistoriskt värde". Här ändrades också planerna, men rivningsplanerna för resten av kvarteret kvarstod. 
Efter omfattande protester formulerades en ny översiktsplan där Stockholms stadsplanerare hade övergivit idén om den bilanpassade staden. Översiktsplanen City 67 fullföljdes aldrig fullt ut och av de planerade 20 P-husen i Stockholms city utfördes bara fem. I Cityplan 1977 gavs nya riktlinjer som bland annat innebar att: "Förnyelsen skall ske utan genomgripande förändringar av kvarter och gatunät. [...] Detta gäller särskild bebyggelsen mot Strömmen och Kungsträdgården, kvarteret Lammet i västra City, och området kring Biblioteksgatan och Birger Jarlsgatan."
På förslag av dåvarande finansborgarrådet John-Olle Persson beslöt drätselnämnden och kommunstyrelsen i Stockholm att ett alternativ med största möjliga bevarande av kvarteret Lammet skulle läggas till grund för det fortsatta planarbetet.

## Upprustning
Därefter kunde en arbetsgrupp med medlemmar från stadsbyggnadskontoret, fastighetskontoret och Stadsmuseet upprätta en användningsplan för kvarteret som i stort visade bostäder, kontor, mindre verkstäder och affärer. De flesta av de förfallna husen fick vara kvar och renoverades på 1980-talet av bland annat AB Familjebostäder. Några hus i kvarterets centrala delar revs (dåvarande Lammet 3, 4 och 14) och ersattes av ett nytt kontors- och affärshus (nuvarande Lammet 17) som uppfördes 1985 efter ritningar av Höjer & Ljungqvist Arkitektkontor. 
Då anlades även en nord-sydlig genomfart genom kvarteret, som fortsättning av Målargatan. Passagen går genom husets bottenvåning och kallas Korgmakargränd, namngiven efter korgmakaren Stig Larsson, som hade sin verkstad på Gamla Brogatan 21, två trappor över gården. Namnberedningen föreslog namnet 1983 med motiveringen: Korgmakare Larsson var den siste hantverkaren i kvarteret Lammet. Larsson Korgmakare flyttade sedan till Skeppsbron 46 och drivs där fortfarande, nu i fjärde generation.
De flesta fastigheter i kvarteret Lammet är numera grönmärkta enligt Stadsmuseets kulturhistoriska klassificeringssystem, vilket innebär att bebyggelsen bedöms vara ”särskilt värdefull från historisk, kulturhistorisk, miljömässig eller konstnärlig synpunkt”. Två blev blåmärkta (Lammet 1 och Lammet 8) som betyder att de har ”synnerligen höga kulturhistoriska värden”.

Nutida bilder
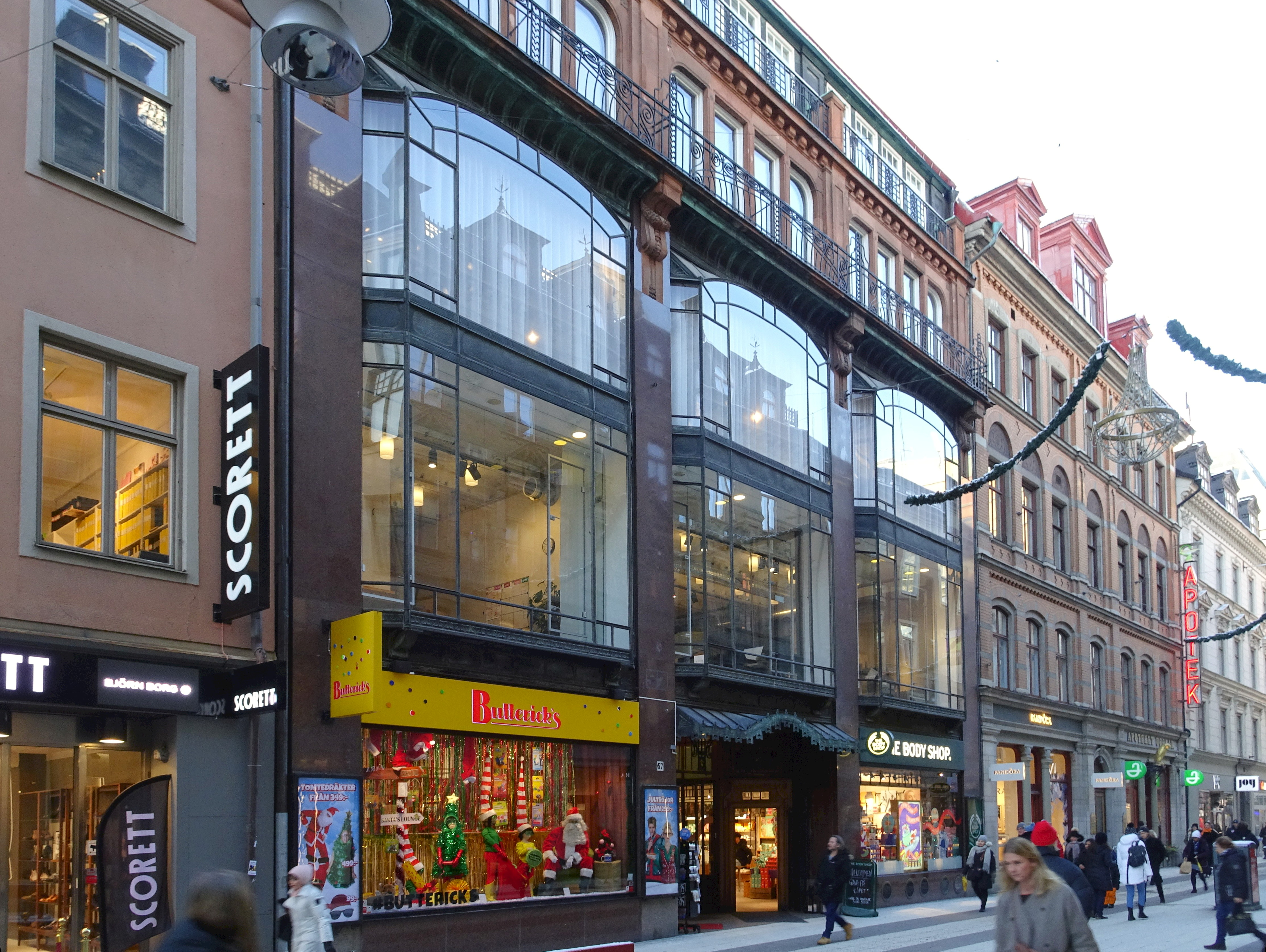
Drottninggatan med Butterickshuset (närmast) och Apoteket Ugglan.
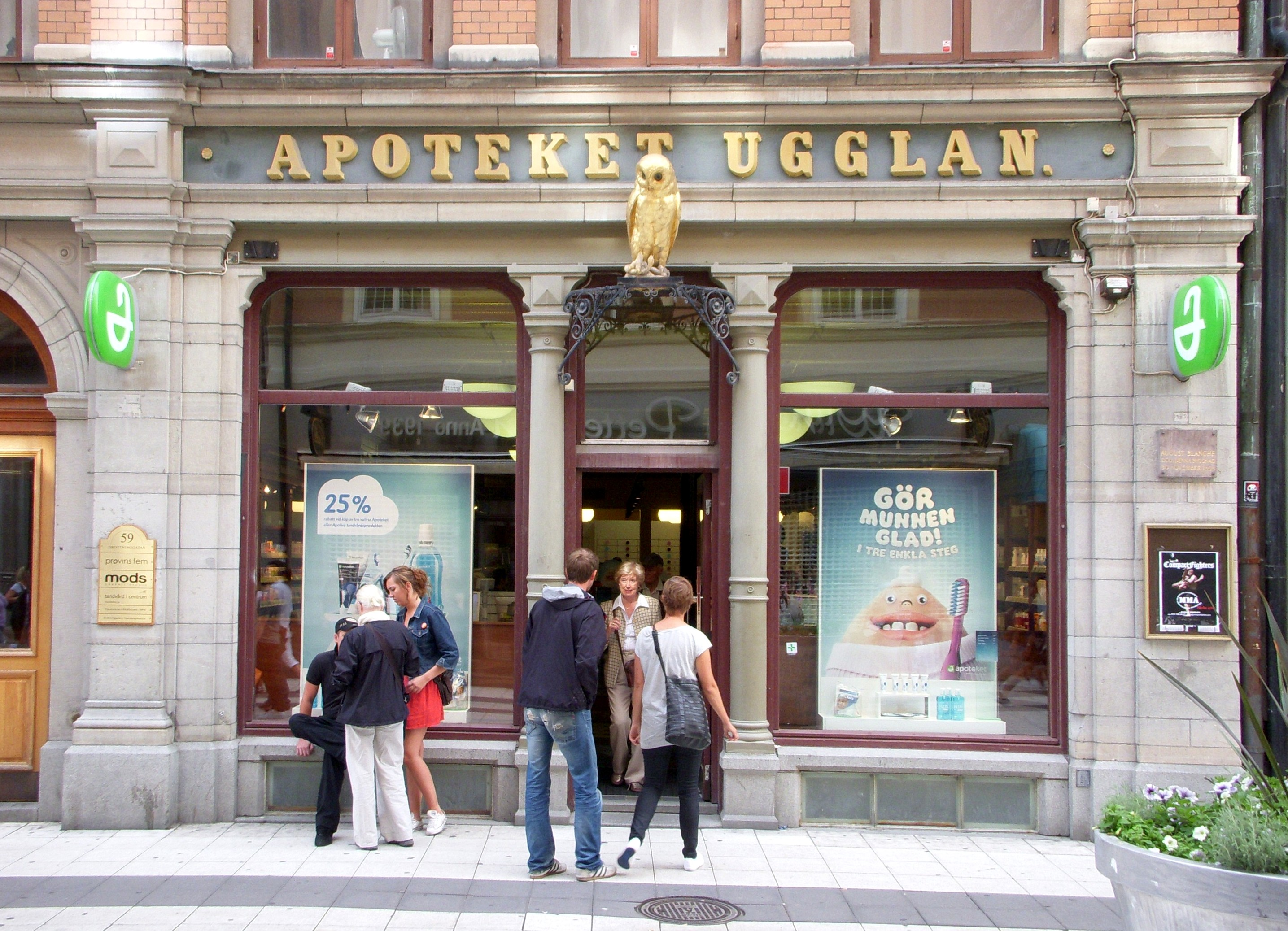
Apoteket Ugglans entré, Drottninggatan 59.
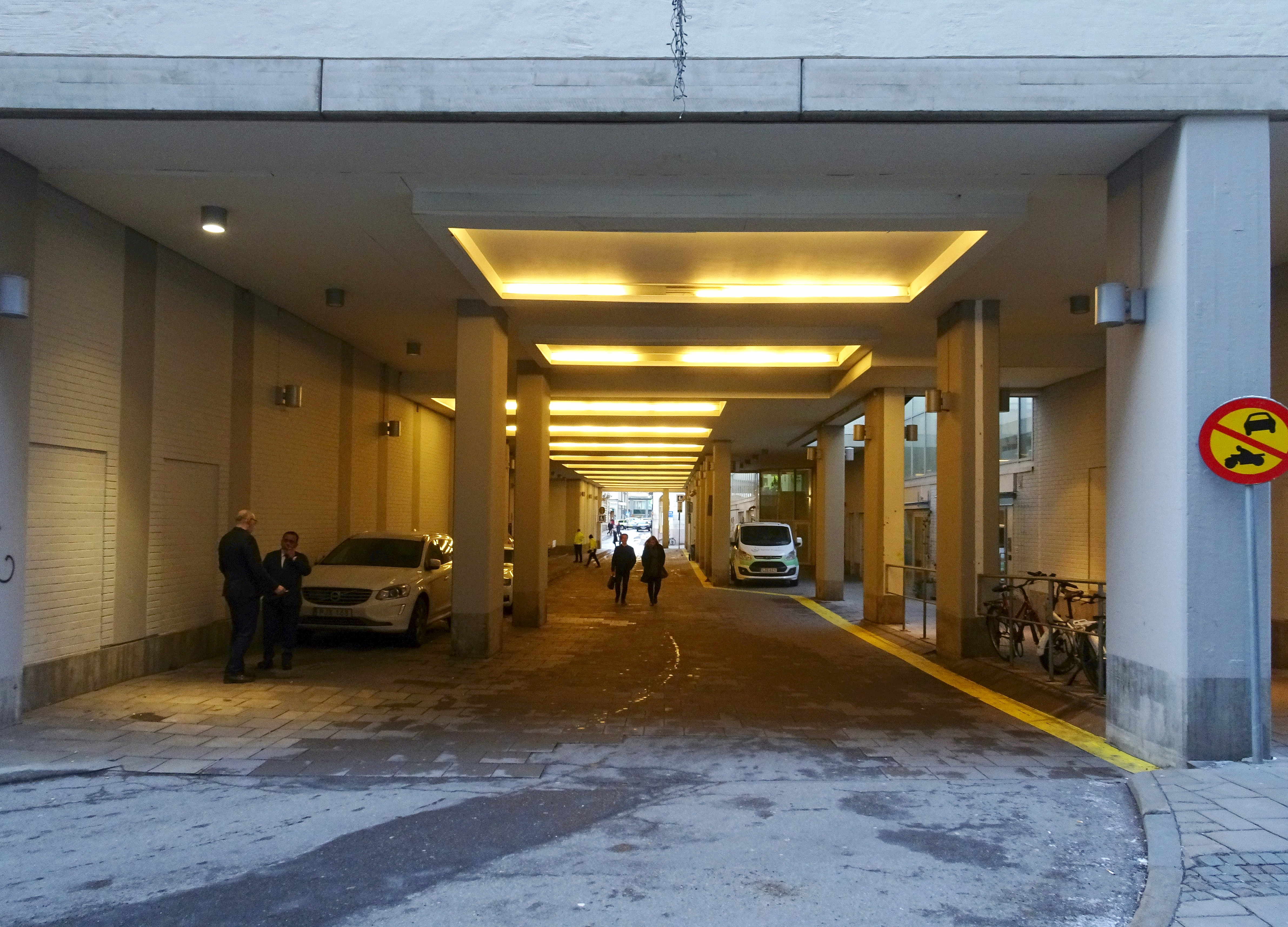
Korgmakargränd sedd från Bryggargatan.
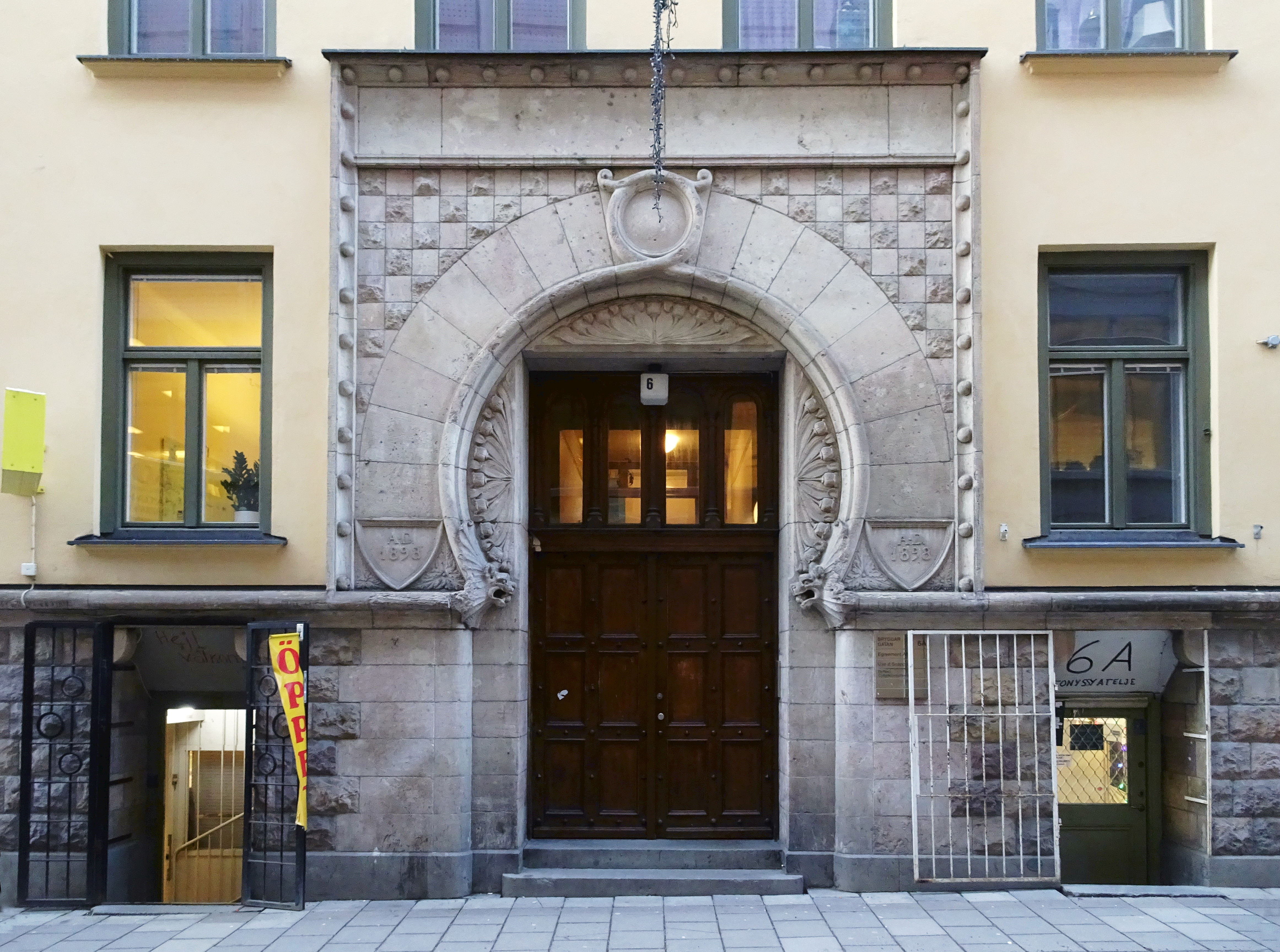
Bryggargatan 6A.
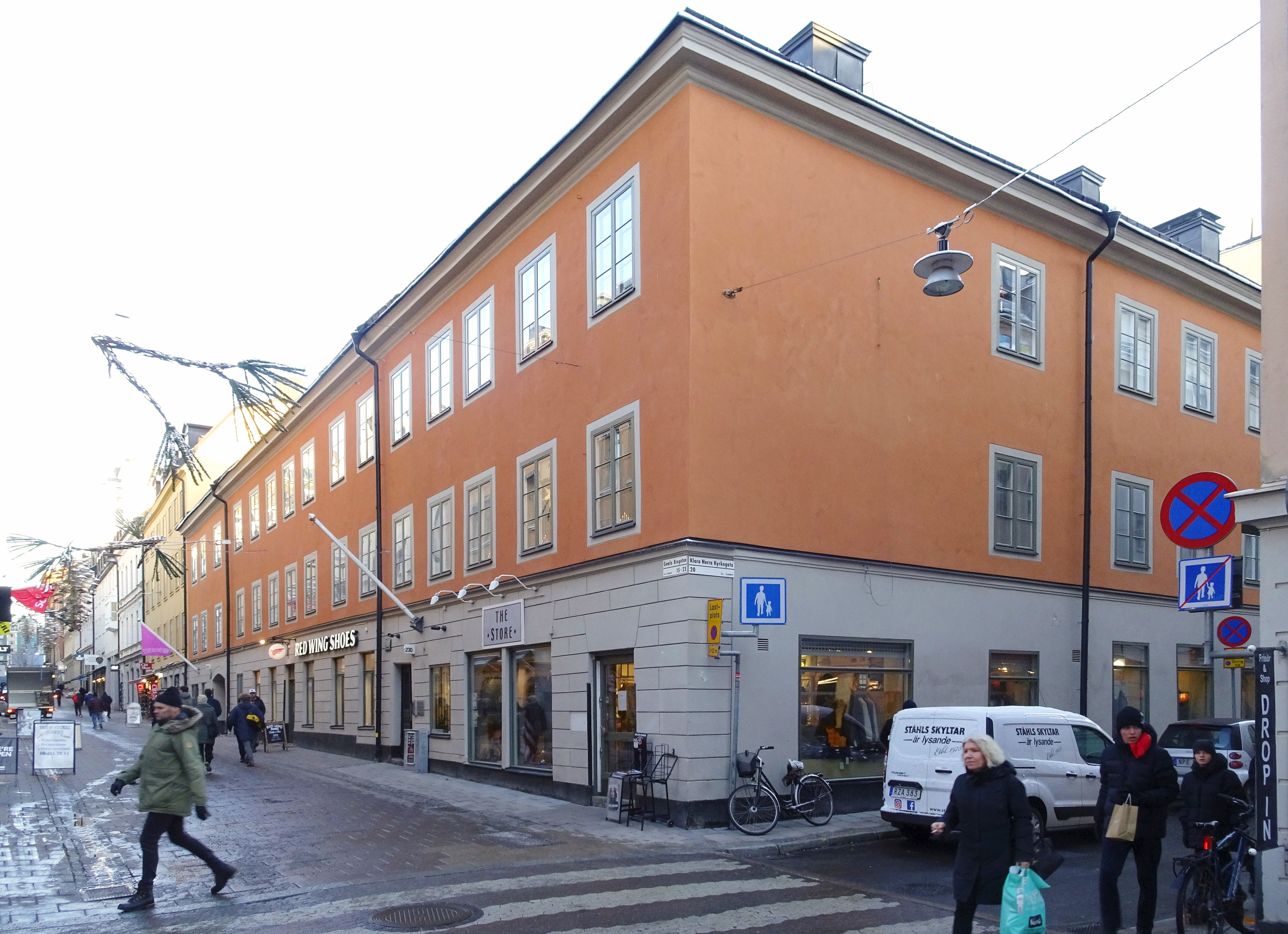
Hörnet Gamla Brogatan 23 / Klara Norra Kyrkogata 20.

## Byggnader och  (urval)
Fastighetsbeteckningar från före sammanslagningen på 1980-talet.

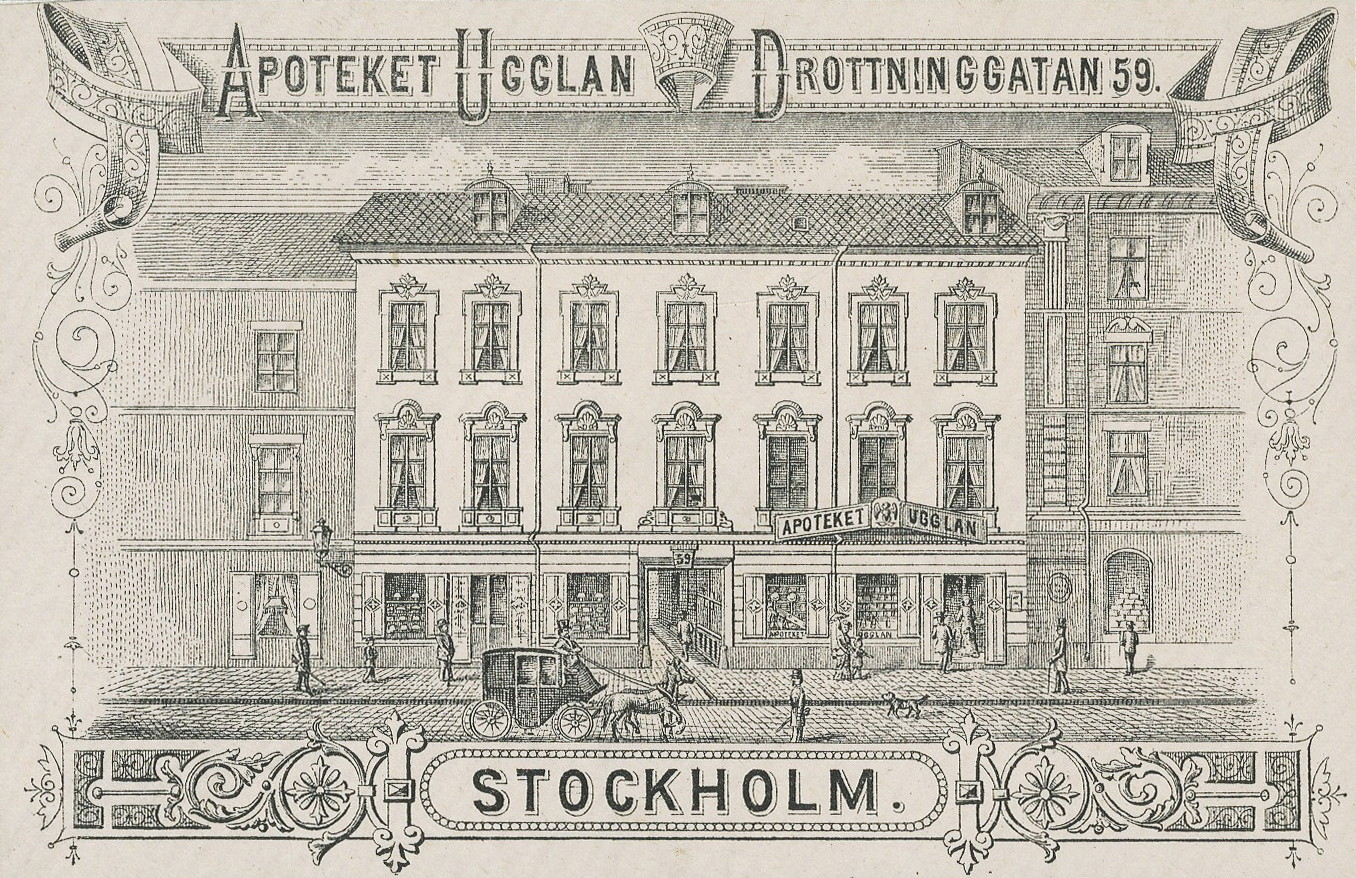
Apoteket Ugglan reklamblad, 1890-tal.

- Lammet 1: Gamla Brogatan 23 med kvarterets äldsta bebyggelse från 1750.[10]
- Lammet 2: Gamla Brogatan 21, här hyrde Jacob Johan Anckarström en kammare i gårdshuset på 1790-talet innan han mördade Gustav III.[11] Ombyggnad 1898 av Ullrich & Hallquisth.[12]
- Lammet 6: Gamla Brogatan 13 / Drottninggatan 61, affärs- och kontorshus från 1753, uppfört av byggmästare Eric Roos. 1881 ombyggnad efter ritningar av Otto Wilhelm Björklund.[13]
- Lammet 7: Drottninggatan 59, här ligger Apoteket Ugglan, som har haft samma adress sedan 1798. Huset ritades 1893 av Gustaf Dahl och beställdes av Nationalmuseum.[14]
- Lammet 8: Drottninggatan 57, Butterick's-huset som uppfördes mellan 1907 och 1910 efter ritningar av Dorph & Höög i Art Nouveau.[15]
- Lammet 9: Drottninggatan 55, här låg Restaurant 55:an. Anders Zorn hade en ateljé i huset i 12 år. Den av honom bildade Kägelklubben Klothilda höll till i restaurangen varje tisdag. I samma hus med ingång från Bryggargatan 2 låg Biograf London, öppnad 1907. Biografen och 55:an försvann i början av 1980-talet.[16]
- Lammet 11: Bryggargatan 6, hus i jugendstil från 1898 och ritat av arkitektkontoret Ullrich & Hallquisth för Dufvans Nysilverfabrik.[17]
- Lammet 17: Gamla Brogatan 13 - Bryggargatan 4, nybyggt kontorshus från 1981, arkitekt Höjer & Ljungqvist.[18]